# Siphosturmia melampyga
Siphosturmia melampyga là một loài ruồi trong họ Tachinidae.